# Леопольдо Серантес
Леопо́льдо Сера́нтес (англ. Leopoldo Serantes; 15 березня 1962 — 1 вересня 2021) — філіппінський боксер першої найлегшої ваги, призер Олімпійських ігор 1988.

## Аматорська кар'єра
1985 та 1987 року став чемпіоном Ігор Південно-Східної Азії. На чемпіонаті Азії 1985 завоював срібну медаль.

### Виступ на Олімпіаді 1988
- Переміг Хасана Мустафа (Єгипет) — RSC-2
- Переміг Сема Стюарта (Ліберія) — 5-0
- Переміг Мажоба М'Джиріха (Марокко) — RSC-3
- Програв Івайло Марінову (Болгарія) — 0-5

На чемпіонаті світу 1989 програв у першому бою Яну Квасту (НДР).